# Trichesthes setifera
Trichesthes setifera är en skalbaggsart som beskrevs av Hermann Burmeister 1855. Trichesthes setifera ingår i släktet Trichesthes och familjen Melolonthidae. Inga underarter finns listade i Catalogue of Life.